# Природные пожары в Бразилии (2024)
В 2024 году Глобальной системой информирования о лесных пожарах (GWIS) было зафиксировано 53 302 лесных пожара, в результате которых сгорело примерно 37 578 692 га (92 858 970 акров) тропических болот в бразильском Пантанале в штате Мату-Гросу-ду-Сул, дождевых лесах Амазонии и регионе серраду. Согласно спутниковым данным Бразильского национального института космических исследований, количество пожаров с начала 2024 года по 10 июня увеличилось на 935 % по сравнению с тем же периодом 2023 года: было зарегистрировано 1 315 пожаров по сравнению со 127 пожарами в 2023 году.

## История
Климатологи отметили, что сезон лесных пожаров в Бразилии в 2024 году начался раньше, чем обычно в июле, а также был более интенсивным в этом году из-за уменьшения количества осадков в некоторых регионах, что привело к длительной засухе. Президент Бразилии Луис Инасиу Лула да Силва пообещал остановить незаконную вырубку лесов в Амазонии к 2030 году, чтобы помочь уменьшить влияние глобального потепления.

## Природные пожары
1 июля собранные спутниковые данные показали, что с начала года произошло по меньшей мере 13 489 лесных пожаров, что является самым большим количеством лесных пожаров в первой половине года за последние 20 лет и на 61 % больше, чем в 2023 году. Представитель бразильского Гринпис Ромуло Батиста заявил, что глобальное потепление и уменьшение количества осадков привели к засухе, в результате чего растительность стала более сухой и, следовательно, более восприимчивой к распространению пожаров.

### Пантанал
В течение первых двух недель июня было зафиксировано 2639 пожаров, выгорело 32 000 гектаров (79 000 акров) водно-болотных угодий Пантанала, что в шесть раз превышает число пожаров в регионе за июнь по сравнению с любым предыдущим годом.[6] К 9 июля их число возросло до более 760 000 гектаров (1,9 млн акров), в результате чего сгорело более 4 % от 16,9 млн гектаров (42 млн акров) водно-болотных угодий. Огромные участки земли с густым кустарником и дикими животными превратились в «ковёр из белого пепла». Интенсивность и размах лесных пожаров усугублялись сильным ветром, достигающего скорости 40 км в час. Сильные пожары угрожали многим представителям природной фауны, включая муравьедов, ягуаров, тапиров, кайманов и анаконд. До 1 июля в регионе было зарегистрировано в общей сложности 3538 лесных пожаров, что на 40 % больше, чем в 2020 году, когда в регионе произошло наибольшее количество лесных пожаров. Усилия по тушению пожаров осложнялись сильными ветрами и рельефом заболоченных территорий, затрудняющим доступ и передвижение.
Дым от лесных пожаров привёл к тому, что несколько больниц в Корумбе были заполнены пострадавшими от дыма и респираторных симптомов, от которых больше всего страдали дети и пожилые люди. Защитники животных сообщили о гибели сотен животных от последствий вдыхания дыма и ожогов.

### Серрадо
В первой половине года в Серрадо произошло 13 229 лесных пожаров. По словам жителей, из-за масштабных пожаров небо затянуло облаками дыма и окрасилось в красный цвет.

### Сан-Паулу
В конце августа лесные пожары, вызванные продолжительной засухой и сильными порывами ветра, затронули тридцать городов в штате Сан-Паулу, либо непосредственно затронув их, либо сгорев рядом с ними. В результате по меньшей мере два человека погибли на промышленном предприятии в Урупесе при попытке сдержать близлежащий лесной пожар.
24 августа 2024 года два футбольных матча были приостановлены после постановления муниципалитета. Пожары, охватившие город Рибейран-Прету и регион, связанные с засухой и сильной жарой, стали причиной приостановки матчей Copa Paulista и Série B do Brasileiro, которые должны были состояться в том же месяце.
25 августа 2024 года губернатор Сан-Паулу Тарсисиу де Фрейтас подтвердил арест двух человек, подозреваемых в совершении поджогов во внутренних районах Сан-Паулу с начала работы оперативной группы по сдерживанию распространения пламени в штате. По словам главы администрации, один подозреваемый был арестован в районе Сан-Жозе-ду-Риу-Прету 24 числа того же месяца, а другой задержан 25 числа в Бататаисе, оба в штате Сан-Паулу. Мужчина, арестованный 25 числа, — 42-летний механик, пойманный военной полицией во время поджога леса вблизи центрального района Бататаис после анонимной наводки. У него были изъяты бутылка с бензином, зажигалка и мобильный телефон. Он был доставлен в полицейский участок для дачи показаний. По данным следствия, проведенного на месте происшествия, в видеороликах, найденных на устройстве, мужчина отмечал масштабные пожары в регионе.

## Борьба с пожарами
В апреле власти штата Мату-Гросу-ду-Сул объявили «чрезвычайное экологическое положение» в связи с низким уровнем осадков, нарушившим обычное сезонное наводнение, что усугубило условия для возможных лесных пожаров во многих частях региона.
После этого правительство штата Мату-Гросу-ду-Сул 24 июня объявило чрезвычайную ситуацию. Федеральное правительство Бразилии увеличило численность оперативной группы по борьбе с лесными пожарами, а военно-воздушные силы страны 6-7 июля сбросили 48 000 литров воды. Пожарный Кабо Сена сообщил, что лесные пожары часто возобновляются через 24 часа после их тушения. В районе пожаров среди местного населения распространялись листовки с предупреждениями о пожарах, а некоторые эксперты и граждане просили бразильское правительство вкладывать больше средств в просвещение по предотвращению пожаров.
В августе 2024 года правительство Боливии обратилось к Бразилии с просьбой оказать поддержку в борьбе с лесными пожарами. В Пантанале, пограничном районе между странами, недавно пострадал от огня Серра-ду-Амолар. Просьба о помощи была направлена в Бразильское агентство по сотрудничеству (ABC) и в настоящее время рассматривается Министерством иностранных дел Бразилии.